# Zmeitsa
Zmeitsa (bulgariska: Змеица) är ett distrikt i Bulgarien.   Det ligger i kommunen Obsjtina Dospat och regionen Smoljan, i den sydvästra delen av landet, 140 km sydost om huvudstaden Sofia.
I omgivningarna runt Zmeitsa växer i huvudsak barrskog. Runt Zmeitsa är det glesbefolkat, med 11 invånare per kvadratkilometer.